# Achim, Wolfenbüttel
Achim là một đô thị ở huyện Wolfenbüttel, trong bang Niedersachsen, nước Đức. Đô thị Achim, Wolfenbüttel có diện tích 15,81 km². Từ 1 tháng 11 năm 2011, đô thị này được nhập vào xã Börßum.
Bản mẫu:Đô thị của Wolfenbüttel